# George William Brown

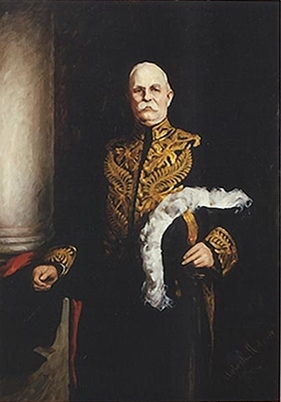
George William Brown

George William Brown (* 30. Mai 1860 in Holstein, Ontario; † 17. Februar 1919 in Regina) war ein kanadischer Politiker und Rechtsanwalt. Von 1910 bis 1915 war er Vizegouverneur der Provinz Saskatchewan.

## Biografie
Brown studierte Recht an der University of Toronto. 1882 zog er in die damaligen Nordwest-Territorien und ließ sich etwas außerhalb von Regina nieder, wo er zunächst als Landwirt tätig war. 1889 eröffnete er in Regina eine Anwaltskanzlei. 1894 wurde er als Kandidat der Liberalen in die Legislativversammlung der Nordwest-Territorien gewählt. Zweimal gelang ihm die Wiederwahl, bis er schließlich 1903 aus gesundheitlichen Gründen zurücktreten musste.
Brown investierte in weitläufige Grundstücke, die er den dort ansässigen Métis abgekauft hatte und erwirtschaftete einen großen Profit. Seine Kanzlei gehörte zu den renommiertesten in Regina, weshalb er mehreren Verwaltungsräten lokaler Unternehmen angehörte. Auf Anweisung seines Freundes Thomas Walter Scott vereidigte Generalgouverneur Lord Grey Brown am 14. Oktober 1910 als Vizegouverneur von Saskatchewan. Dieses repräsentative Amt übte er bis zum 17. Oktober 1915 aus.